# Pierre Ceyrac
Pierre Ceyrac (18 de setembre de 1946 a Douai – 21 d'abril de 2018 a Bondues) fou un polític francès membre del Front Nacional com a Diputat a l'Assemblea Nacional de França (1986–1988), i després com a Membre del Parlament europeu (1989–1994). Era un amic íntim de Jean Marie Le Pen.

## Trajectòria
Ceyrac va unir-se al Front Nacional el 1970. Fou encarregat de dirigir les campanyes presidencials de Jean Marie Le Pen i més endavant fou Secretari departamental del Front Nacional per al nord de França, establert a Roubaix. Va servir com a membre de l'Assemblea Nacional des de 1986 a 1988, representant el Nord. Va deixar el Front Nacional el 1994.
Ceyrac va ser vist en un restaurant de la Trump Tower amb Marine Le Pen, Louis Allot i Guido Lombardi l'11 de gener de 2017.
Ceyrac era un membre de l'Església d'Unificació.